# Enigmatic Ocean
Enigmatic Ocean (al español Océano Enigmático, carátula) es un álbum del violinista de jazz fusión Jean-Luc Ponty. Lanzado en 1977 bajo el sello Atlantic Records.

## Lista de canciones
1. "Overture" – 0:47
2. "The Trans-Love Express" – 3:59
3. "Mirage" – 4:53
4. "Enigmatic Ocean - Parte I" – 2:23
5. "Enigmatic Ocean - Parte II" – 3:35
6. "Enigmatic Ocean - Parte III" – 3:42
7. "Enigmatic Ocean - Parte IV" – 2:26
8. "Nostalgic Lady" – 5:24
9. "The Struggle of the Turtle to the Sea - Parte I" – 3:35
10. "The Struggle of the Turtle to the Sea - Parte II" – 3:34
11. "The Struggle of the Turtle to the Sea - Parte III" – 6:03

## Personal
- Jean-Luc Ponty – violín eléctrico, violín eléctrico de cinco cuerdas, violectra, campanas, piano
- Allan Holdsworth – guitarra eléctrica líder
- Daryl Stuermer – guitarra eléctrica rítmica
- Allan Zavod – órgano, sintetizador, piano eléctrico, piano, clavinet
- Ralphe Armstrong – electric basses, bajo fretless
- Steve Smith – batería y percusión

## Solos
- (2) : JL Ponty (violin) & D. Stuermer (guitar)
- (3) : JL Ponty (violin) & A. Zavod (synthesizer)
- (5) : JL Ponty (violin), D. Stuermer (guitar), A. Zavod (synthesizer) & A. Holdsworth (guitar)
- (6) : A. Holdsworth (guitar) & JL Ponty (violin)
- (8) : JL Ponty (violin) & A. Holdsworth (guitar)
- (9) : A. Zavod (synthesizer)
- (10) : JL Ponty (violectra)
- (11) : R. Armstrong (bass-straight and with devices), D. Stuermer (guitar), S. Smith (drums) & A. Holdsworth (guitar)

- Datos: Q5378933